# اندی استنفیلد
اندی استنفیلد (انگلیسی: Andy Stanfield; ۲۹ دسامبر ۱۹۲۷ – ۱۵ ژوئن ۱۹۸۵) دونده دو سرعت اهل ایالات متحده آمریکا بود.
از افتخارات وی میتوان به کسب ۲ مدال طلا در بازی‌های المپیک تابستانی ۱۹۵۲ و کسب یک مدال نقره در بازی‌های المپیک تابستانی ۱۹۵۶ اشاره کرد.